# Тикичео-де-Николас-Ромеро
Тикичео-де-Николас-Ромеро (исп. Tiquicheo de Nicolás Romero) — муниципалитет в мексиканском штате Мичоакан. Муниципалитет имеет площадь 1429,65 квадратного километра (4,89% от общей площади штата) и граничит на севере с муниципалитетом Цицио, на востоке — с Тусантлой и штатом Мехико, на юге — Сан-Лукас, Уэтамо и штата Герреро, а на западе-с Каракураро и Мадеро. Муниципалитет имел население 13 665 жителей согласно переписи 2005 года.

## Убийство мэра
Бывшая мэр города, Мария Сантос Горростиета, была убита в 2012 году. Ранее, в 2008—2011 годах, когда она была в должности, на неё было совершено два покушения. Во время одного из этих покушений был убит ее муж, Хосе Санчес.

## Интересные факты
В окрестностях города обнаружен гадозавроид Huehuecanauhtlus